# 5e division SS Wiking
 (avril 2025).
Pour les articles homonymes, voir 5e division.
La 5e division SS « Wiking » ou la division « Wiking » (appellations allemandes successives : la SS-Division « Wiking », puis la SS-Panzergrenadier-Division « Wiking » et enfin la 5. SS-Panzer-Division « Wiking ») est l'une des 38 divisions de la Waffen-SS durant la Seconde Guerre mondiale, constituée très partiellement de volontaires étrangers venant de Scandinavie mais également d'autres pays européens.
Elle est formée en novembre 1940 sous le nom de « Germania », son nom change et devient « Wiking » peu après, fin 1940. Dans les rangs de cette division, 55 hommes ont été décorés de la croix de chevalier de la croix de fer, au cours du conflit.

## Historique

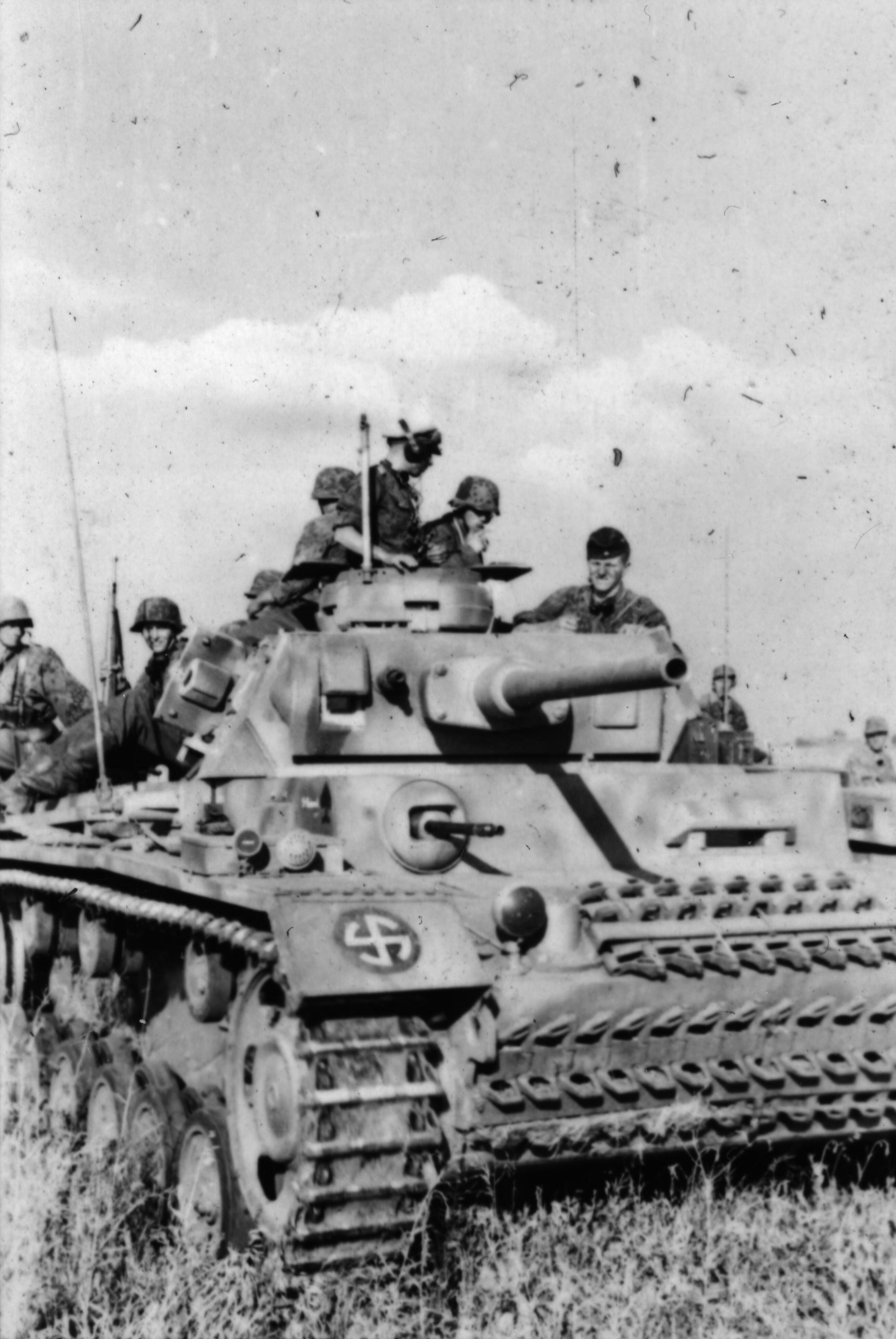
PzKpfw III Ausf. J lang de la division Wiking sur le front russe en juin 1941.

Formée en novembre 1940, la division part à l'est en juin 1941, elle passe par Tarnopol, Jitomir, Tcherkassy en novembre 1941. La division participe à la shoah par balle, et massacre au moins 15 000 juifs après la prise de Ternopil (Tarnopol). Des combats défensifs ont lieu sur les rives du Don en novembre 1942. À la même époque, la division est renommée SS Panzer Grenadier Division.

Lors de son déploiement en Ukraine, la division massacre 600 Juifs galiciens. Notamment à Zolotchiv où le bataillon Nachtigall composé de nationalistes ukrainiens issus du OUN(B) de Stepan Bandera et la division SS Wiking ont massacré les Juifs et les Polonais de la ville jusqu'à ce que les généraux allemands de la 17e armée mettent fin provisoirement aux massacres.
Au printemps 1942, la division quitte ses positions défensives du Mius. Pendant l'été, elle prend part à la profonde pénétration du front Sud pour sécuriser les puits de pétrole du Caucase. À la fin de l'année 1942, avec le retour du terrible hiver russe, la progression des SS est stoppée. Malgré cela, elle est néanmoins élevée au statut de Panzergrenadierdivision. Elle s'installe par la suite en position défensive le long de la rivière Terek dans le Caucase. Après la chute de Stalingrad, en janvier 1943, et le lancement de la contre-offensive soviétique d'hiver sur le front sud, la Wiking est repoussée jusqu'à Manych, et jetée dans de lourdes actions défensives autour d'Izym.
En mars 1943, un bataillon de volontaires estoniens rejoint la division en tant que SS-Freiwilligen Panzergrenadier Bataillon Narwa. En mai 1943, la division perd le régiment Nordland qui doit servir de noyau à la 11. SS-Division Nordland en cours de formation. En octobre 1943, la Wiking est transformée en Panzerdivision, c'est la première formation non allemande à acquérir ce statut. De facto, si un nombre significatif de volontaires germaniques étrangers y servent, la division compte tout de même un contingent d'Allemands de souche et de l'étranger. Les unités blindées de la division sont finalement encerclées et détruites dans la poche de Tcherkassy. Mais la division est reformée et participe alors aux combats en Pologne sur le front de la Vistule, de juillet à décembre 1944.
Le 29 mars 1945, des membres de la Wiking ainsi que la gendarmerie militaire allemande assassinent une soixantaine de Juifs dans ce qu'on appellera le massacre de Deutsch Schützen-Eisenberg.
La division prend part à de durs combats en Hongrie pour reconquérir Budapest en janvier 1945 avant de battre en retraite vers la Tchécoslovaquie où elle rend les armes à l'armée américaine en mai 1945.

## Liste des commandants successifs

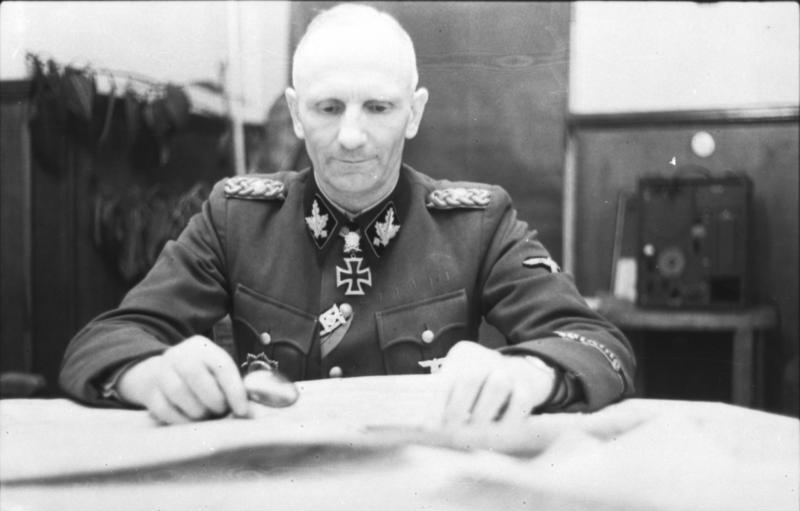
Le général SS commandant la division « Wiking », Herbert Gille, devant ses cartes en 1944.

| Début             | Fin            | Grade                | Nom                 |
| ----------------- | -------------- | -------------------- | ------------------- |
| 1er décembre 1940 | 1er mai 1943   | SS-Obergruppenführer | Felix Steiner       |
| 1er mai 1943      | 6 août 1944    | SS-Obergruppenführer | Herbert Otto Gille  |
| 6 août 1944       | Août 1944      | SS-Oberführer        | Eduard Deisenhofer  |
| Août 1944         | 9 octobre 1944 | SS-Standartenführer  | Johannes Mühlenkamp |
| 9 octobre 1944    | 5 mai 1945     | SS-Oberführer        | Karl Ullrich        |

## Ordre de bataille

### SS-DivisionGermania,décembre 1940
- Stab
- SS-Regiment Germania
- SS-Regiment Nordland
- SS-Regiment Westland
- SS-Artillerie-Regiment 5
- SS-Nachrichten-Abteilung 5
- SS-Pionier-Bataillon 5
- SS-Panzerjäger-Abteilung 5
- SS-Aufklärungs-Abteilung 5
- 1. und 2. Sanitärs-Kompanie
- 1-3 Werkstatt-Kompanie

### SS-Division (Mot.)Wiking,26 mai 1941
- Stab
- SS-Infanterie-Regiment Germania
- SS-Infanterie-Regiment Nordland
- SS-Infanterie-Regiment Westland
- SS-Artillerie-Regiment 5
- SS-Artillerie-Meßbatterie
- SS-Nachrichten-Abteilung 5
- SS-Pionier-Bataillon 5
- SS-Panzerjäger-Abteilung 5
- SS-Aufklärungs-Abteilung 5
- SS-Fla-MG.-Bataillon
- Nachschub-Dienste
- Sanitäts-Dienste
- Ordnungsdienste

### SS Panzergrenadier DivisionWiking, février 1943

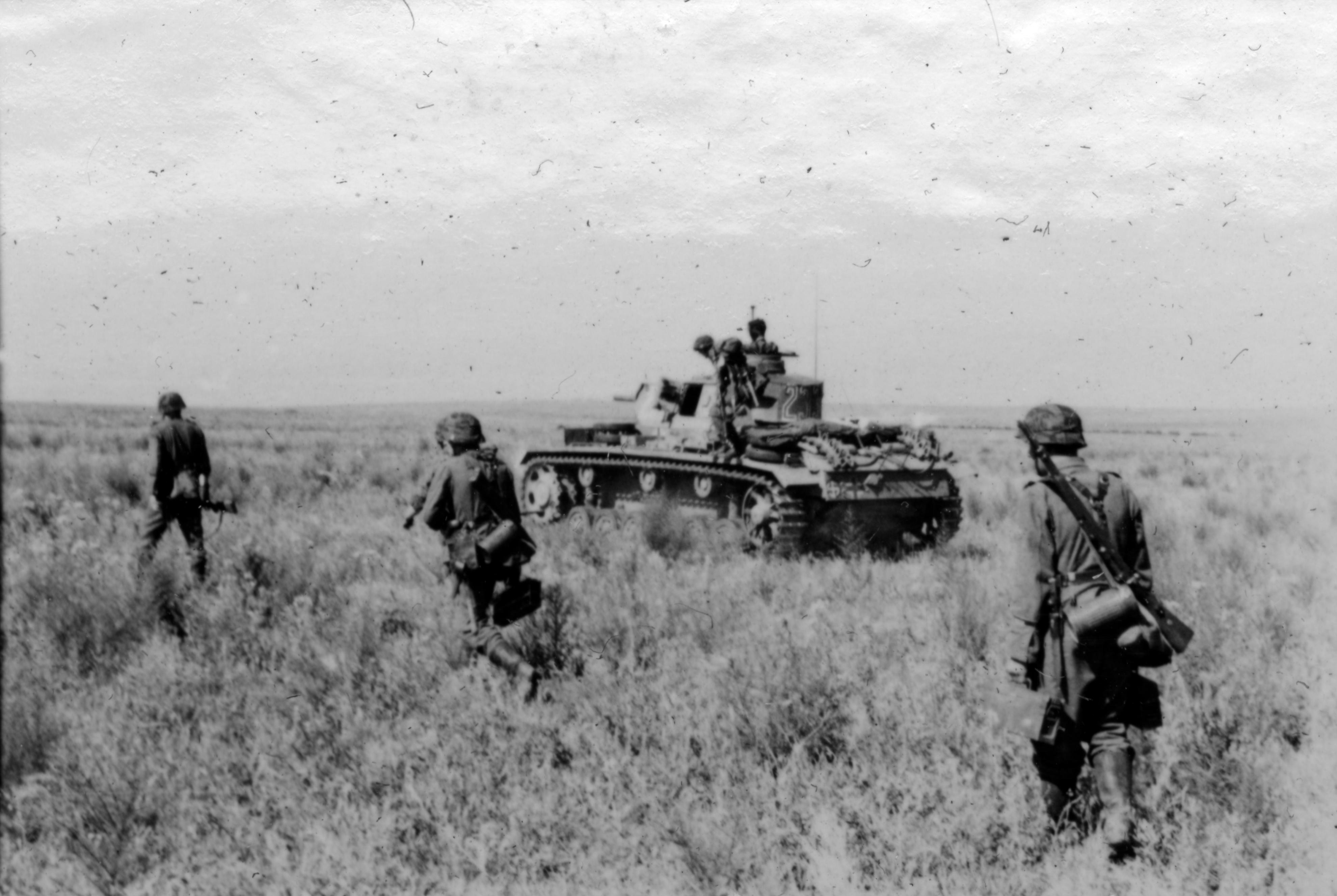
Panzer III de la division « Wiking » progressant dans la steppe caucasienne, durant l'été 1942.

- SS-Panzergrenadier-Regiment Germania
- SS-Panzergrenadier-Regiment Nordland (retiré fin 1943)
- SS-Panzergrenadier-Regiment Westland
- Finnisches Freiwilligen-Battalion der Waffen-SS (retiré en 1943)
- SS-Panzer-Abteilung Wiking
- Artillerie-Regiment 5
- Panzerjäger-Abteilung
- Aufklärungs-Abteilung
- Flak-Abteilung
- Pionier-Bataillon
- Nachrichten-Abteilung
- Feldersatz-Bataillon
- Versorgungseinheiten

### SS Panzergrenadier DivisionWiking,1erjuillet 1943
- Stab
- SS-Panzer-Regiment 5
- SS-Panzer-Grenadier-Regiment 9 Germania
- SS-Panzer-Grenadier-Regiment 10 Westland
- Estnisches SS-Freiwilligen-Panzer-Grenadier-Bataillon "Narwa"
- SS-Panzer-Artillerie-Regiment 5
- SS-Panzerjäger-Abteilung 5
- SS-Sturmgeschütz-Abteilung 5
- SS-Flak-Abteilung-5
- SS-Werfer-Abteilung 5
- SS-Panzer-Nachrichten-Abteilung 5
- SS-Panzer-Aufklärungs-Abteilung 5
- SS-Panzer-Pionier-Bataillon 5
- SS-Dina 5
- SS-Instandsetzungs-Abteilung 5
- SS-Wirtschafts-Bataillon 5
- SS-Sanitäts-Abteilung 5
- SS-Feldlazarett 5
- SS-Kriegsberichter-Zug 5
- SS-Feldgendarmerie-Trupp 5
- SS-Feldersatz-Bataillon 5

### 5.SS-PanzerDivisionWiking, avril 1944
- SS-Panzergrenadier Regiment 9 Germania
- SS-Panzergrenadier Regiment 10 Westland
- SS-Panzer Regiment 5
- SS-Panzer Artillerie Regiment 5
- 20th Waffen Grenadier Division of the SS (1er Estonien) (retiré en 1944)
- SS-Sturmbrigade Wallonien (retiré en 1944)
- SS-Panzerjager-Abteilung 5
- SS-Sturmgeschutz-Abteilung 5
- SS-Sturmgeschutz-Batterie 5
- SS-Flak-Abteilung 5
- SS-Werfer-Abteilung 5
- SS-Panzer-Nachrichten-Abteilung 5
- SS-Panzer-Aufklarungs-Abteilung 5
- SS-Panzer-Pionier-Battalion 5
- SS-Dina 5
- SS-Instandsetzungs-Abteilung 5
- SS-Wirtschafts-Battalion 5
- SS-Sanitats-Abteilung 5
- SS-Feldlazarett 5
- SS-Kriegsberichter-Zug 5
- SS-Feldgendarmerie-Trupp 5
- SS-Feldersatz-Battalion 5

## Effectifs
| Juin 1941     | 19 377 |
| Décembre 1942 | 15 928 |
| Décembre 1943 | 14 647 |
| Juin 1944     | 17 368 |
| Décembre 1944 | 14 800 |